# Тидстранд, Лудвиг
Ларс Лудвиг Николас Тидстранд (швед. Lars Ludvig Nicholas Tidstrand; род. 2 августа 2005) — шведский футболист, полузащитник «Мьельбю».

## Клубная карьера
Является воспитанником «Сёльвесборга». Провёл несколько матчей за резервную команду в пятом шведском дивизионе. В 15-летнем возрасте перешёл в академию «Мьельбю». Выступал за юношеские команды клуба. Летом 2022 года подписал с клубом ученический контракт, рассчитанный до конца 2025 года. В начале 2024 года стал привлекаться к тренировкам с основным составом «Мьельбю». 17 февраля провёл первую игру в рамках группового этапа кубка страны против «Сундсвалля», появившись на поле на последних минутах встречи. 29 апреля в матче шестого тура с «Кальмаром» дебютировал в чемпионате Швеции, заменив на 69-й минуте Сайласа Нванкво.

## Клубная статистика
| Выступление      | Выступление      | Выступление      | Лига | Лига | Кубки | Кубки | Конт. кубки | Конт. кубки | Итого | Итого |
| Клуб             | Лига             | Сезон            | Игры | Голы | Игры  | Голы  | Игры        | Голы        | Игры  | Голы  |
| ---------------- | ---------------- | ---------------- | ---- | ---- | ----- | ----- | ----------- | ----------- | ----- | ----- |
| Мьельбю          | Алльсвенскан     | 2024             | 2    | 0    | 1     | 0     | 0           | 0           | 3     | 0     |
| Мьельбю          | Итого            | Итого            | 2    | 0    | 1     | 0     | 0           | 0           | 3     | 0     |
| → Носабю         | Дивизион 2       | 2024             | 4    | 0    | 0     | 0     | 0           | 0           | 4     | 0     |
| → Носабю         | Итого            | Итого            | 4    | 0    | 0     | 0     | 0           | 0           | 4     | 0     |
| Всего за карьеру | Всего за карьеру | Всего за карьеру | 6    | 0    | 1     | 0     | 0           | 0           | 7     | 0     |